# Alice Čop
Alice Čop (roj. Veselská), češko-slovenska gledališka režiserka, scenaristka, in pedagoginja, * 1972, Praga, Češkoslovaška.
Deluje kot vodja Lutkovnega gledališča Velenje
Leta 1995 je diplomirala na Filozofski fakulteti Karlove univerze, iz francoščine (prevajalstvo) z diplomsko nalogo na temo »Problematika prevoda filozofskih dram Jean-Paula Sartra na primeru njegove igre Le Diable et le Bon Dieu (Hudič in Bog) v prevodu A.J. Liehma«. Vmes je začela študirati režijo in dramaturgijo na Gledališki Akademiji v Pragi (DAMU). Magisterij je pridobila na katedri avtorskega gledališča in pedagogike pri Ivanu Vyskočilu.
Leta 1999 se je preselila v Slovenijo (njen mož, Slovenec Kajetan Čop je na DAMU končal lutkovno in alternativno scenografijo ter avtorsko gledališče).
Takoj po preselitvi sta z možem ustvarila neodvisno alternativno gledališko skupino BUREKTEATER, skupaj ustvarjata predstave za otroke in odrasle in se že vrsto let redno udeležujeta festivalov doma in v tujini (ANA DESETNICA, LENT, ANA MRAZ, KUNIGUNDA, PIKIN FESTIVAL, RDEČI REVIRJI, BIBIANA na Slovaškem...)  Med drugimi sta leta 2001 ustvarila  afriško lutkovno pravljico – koncert  LILI GORO za CANKARJEV DOM  z igralko Violeto Tomič v glavni vlogi in ob „živi spremljavi“ članov tolkalne skupine STOP ter skupine KESUKOZI.  Izvirno glasbo je napisal skladatelj Peter Šavli.
Leta 2002 pa glasbeno monodramo ali „črni kabaret“ K.A.F.K.A.,  navdihnjeno petimi pripovedkami praškega pisatelja Franca Kafke. Cilj je bil predstaviti mladim tega znamenitega pisatelja na drugačen, moderen  način (ne le kot obvezno berilo). Predstava je nastala s finančno podporo Ministrstva za kulturo RS in MC Velenje.
Skupaj sta ustvarila tudi dve otroški lutkovni avtorski nanizanki na RTV Slovenija: VESELA HIŠICA (2000) in NOTKOTI (2008).
Leta 2007 sta kot gostujoča avtorja ustvarila v Bosanskem narodnem pozorištu v Zenici (BiH) predstavo PRINCEZA PAUNICA I ZLATA JABUKA po motivih jugoslovanske narodne pravljice. Leta 2010 je prevedla iz češčine absurdno igro Ivana Vyskočila HAPRDANS ali HAmlet PRinc DANSki, ki jo s kuhinjskimi pripomočki izvaja Kajetan Čop.
Od leta 2003 sta oba tesno povezana z LUTKOVNIM GLEDALIŠČEM VELENJE.  Alice Čop kot vodja gledališča ter režiserka in scenaristka vseh predstav; Kajetan Čop kot  scenograf. Na svojem repertoarju je Lutkovno gledališče Velenje imelo že nekaj adaptacij klasičnih pravljic bratov Grimm za najmlajše gledalce, na primer:  RAZBOJNIŠKI ŽIVŽAV (Bremenski godci), KAKO SE KUHA PRAVLJICA O RDEČI KAPICI? (Rdeča kapica),  JANKO IN METKA, SNEŽINKA IN ROŽICA, a tudi vsebinsko težje predstave za otroke od 10 leta:  DEKLICA MOMO IN TATOVI ČASA (po motivih otroške eksistencialne knjige nemškega pisatelja Michaela Endeja), NE S PEKLENŠČKI ČEŠENJ ZOBAT! po motivih "Vragov svak" bratov Grimm ter O LJUDEH, ŽIVALIH IN KAMNIH (avtorsko lutkovno-gibalno pravljico A. Čop po motivih izvirnih legend „črne“ Afrike, katera je nastala s finančno podporo Ministrstva za kulturo RS ;  predstava  se je uvrstila v final Gledaliških  Vizij 2006 na Ptuj in doživela uspešno gostovanje  po Sloveniji in na Hrvaškem (na primer v  Daskalištu (Sisak), klubu Močvara (Zagreb), SOS vasici za sirote v Lekeniku)). V okviru projekta EPK 2012 je ustvarila predstavi PETKRAT PIKA! (po motivih knjige A. Lindgren) in avtorsko FRDAMANO PRAVLJICO (parodijo na klasične pravljice). Leta 2013 je napisala in režirala interaktivne predstave METULJČEK CEKINČEK (po motivih pesmice Janeza Bitenca) in TRIJE PRAŠIČKI, v lanskem letu 2014 pa priredbo BIKCA FERDINANDA Munro Leafa, ki gledalce popelje v vročekrvno Španijo ter SVINJSKEGA PASTIRJA H.Ch.Andersena, v katerem otrokom predstavlja barok.
V letih 2007 - 2008 je za šoštanjski mesečnik LIST napisala serijo strokovnih članov (namenjene laikom) o zgodovini in teoriji lutk  v rubriki LUTKOVNI KOTIČEK. Rubriko je finančno podprlo Ministrstvo za kulturo
V prostorih MLADINSKEGA CENTRA VELENJE in v sodelovanju s CENTROM SREDNJIH ŠOL VELENJE Alice Čop uči velenjske dijake avtorsko gledališče v francoskem jeziku.
Predstava »EURO ARMY: JUNGLE MISSION«, ki je kritizirala agresivno obnašanje ameriške vojske v deželah tretjega sveta in je bila nagrajena na Dnevih frankofonije v Celju 2005 ter zastopala Slovenijo na Festivalu mladih mediteranske regije v francoskem Frejus - tudi tam dobila dve nagradi (za eno treh najboljših predstav srečanja in za najboljšo režijo); predstava »JE VAIS AVOIR UN BEBE!« (Imela bom dojenčka!), hitro se odvijajoča groteska o treh nenavadnih nosečnicah in norem ginekologu (navdušencu kloniranja), je bila druga na Dnevih frankofonije v Celju 2007, prejeli so še nagrado za najboljšega igralca srečanja; »LE DIALOGUE INTERCULTUREL À LA NOTRE« (Mednarodni dialog po naše), predstava o komunikacijskih barierah v okviru EU se je na Dnevih frankofonije v Celju 2009 uvrstila na drugem mestu in je zastopala Slovenijo na Festivalu mladih mediteranske regije v francoskem Frejus.
Povezana je tudi z amaterskimi gledališči AGLEDAŠ v Šoštanju (prevod in dramaturgija IZ ŽIVLJENJA ŽUŽELK Karla Čapka) in GLEDALIŠČE VELENJE (priredba in dramaturgija GOSPOD POSLANEC Branislava NUšića); Sodeluje tudi pri projektu MINI LUTKOVNI ODER v Vili Mayer v Šoštanju.